# Gymnanthelius hieroglyphicus
Gymnanthelius hieroglyphicus är en skalbaggsart som först beskrevs av Deane 1933.  Gymnanthelius hieroglyphicus ingår i släktet Gymnanthelius och familjen vattenbrynsbaggar. Inga underarter finns listade i Catalogue of Life.